# Punctelia nebulata
Punctelia nebulata är en lavart som beskrevs av Elix & J. Johnst. Punctelia nebulata ingår i släktet Punctelia och familjen Parmeliaceae.   Inga underarter finns listade i Catalogue of Life.